# ساسكاتشوان
ساسكاتشوان هي مقاطعة من الغابات الشمالية الكندية في غرب كندا. يحدها من الغرب ألبرتا، في الشمال من الأقاليم الشمالية الغربية، على الجانب الشرقي من مانيتوبا، إلى الشمال الشرقي من نونافوت، وعلى الجنوب تحدُّها الولايات المتحدة ومن ناحيّة ثانية مونتانا وداكوتا الشمالية. تشكل ساسكاتشوان، إلى جانب ألبرتا، المقاطعات غير الساحلية الوحيدة في كندا. اعتبارًا من الربع الأول من عام 2020، قدر عدد سكان ساسكاتشوان بـ 1,181,987. ما يقرب من 10 ٪ من إجمالي مساحة ساسكاتشوان البالغة 651,900 كيلومتر مربع (251,700 ميل2) عبارة عن مياه عذبة، وتتكون في الغالب من الأنهار والخزانات والبحيرات البالغ عددها 100000 في المقاطعة. يؤدي غياب المسطحات المائية المعتدلة القريبة إلى جعل فصول الشتاء شديدة القسوة في جميع أنحاء المقاطعة، نتيجة للمناخ القاري لساسكاتشوان، وتتميز المناطق الجنوبية بصيف دافئ جدًا أو حار. في الشتاء، تكون درجات الحرارة أقل من −45 °م (−49 °ف) ممكنة حتى في الجنوب أثناء موجات البرد القارس.
يعيش السكان في المقام الأول في نصف البراري الجنوبي من المقاطعة، في حين أن النصف الشمالي الشمالي عبارة عن غابات وقليلة السكان. من إجمالي عدد السكان، يعيش نصفهم تقريبًا في ساسكاتون، أكبر مدن المقاطعة أو ريجينا، عاصمة المقاطعة. تشمل المدن البارزة الأخرى الأمير ألبرت، موس جو، يوركتون، سويفت كرنت، شمال باتلفورد، ميلفورت، والمدينة الحدودية لويدمينستر (جزئيًا داخل ألبرتا). اللغة الإنجليزية هي اللغة الأساسية في المقاطعة، حيث يتحدث 82.4 ٪ من سكان ساسكاتشوانيين الإنجليزية كلغة أولى.
كانت ساسكاتشوان مأهولة منذ آلاف السنين من قبل مجموعات السكان الأصليين المختلفة. اكتشف الأوروبيون المنطقة لأول مرة في عام 1690 واستقروا في المنطقة لأول مرة في عام 1774. أصبحت مقاطعة في عام 1905، تم اقتطاعها من الأقاليم الشمالية الغربية الشاسعة، والتي كانت تضم حتى ذلك الحين معظم البراري الكندية. في أوائل القرن العشرين أصبحت المقاطعة معروفة بأنها معقل للديمقراطية الاجتماعية الكندية. تم انتخاب أول حكومة ديمقراطية اشتراكية في أمريكا الشمالية في عام 1944. يعتمد اقتصاد المقاطعة على الزراعة والتعدين والطاقة.
نائب الحاكم الحالي هو راسل ميراستي. رئيس الوزراء الحالي هو سكوت مو. في عام 1992، وقعت الحكومة الفيدرالية وحكومات المقاطعات اتفاقية تاريخية للمطالبة بالأرض مع الأمم الأولى في ساسكاتشوان. تلقت الأمم الأولى تعويضًا وسُمح لها بشراء أرض في السوق المفتوحة للفرق الموسيقية؛ لقد حصلوا على حوالي 3,079 كيلومتر مربع (761,000 أكر؛ 1,189 ميل2)، الآن احتياطي الأراضي. استخدمت بعض الدول الأولى مستوطنتها للاستثمار في المناطق الحضرية، بما في ذلك ريجينا وساسكاتون.

## علم أصول الكلمات
اشتق اسمها من نهر ساسكاتشوان. يُعرف النهر باسم ᑭᓯᐢᑳᒋᐘᓂ ᓰᐱᐩ kisiskāciwani-sīpiy («نهر سريع التدفق») بلغة كري. تم اعتماد الكلمة رسميًا في عام 1882 عندما تم تعيين جزء من المقاطعة الحالية كمنطقة مؤقتة من الأقاليم الشمالية الغربية.

## الجغرافية

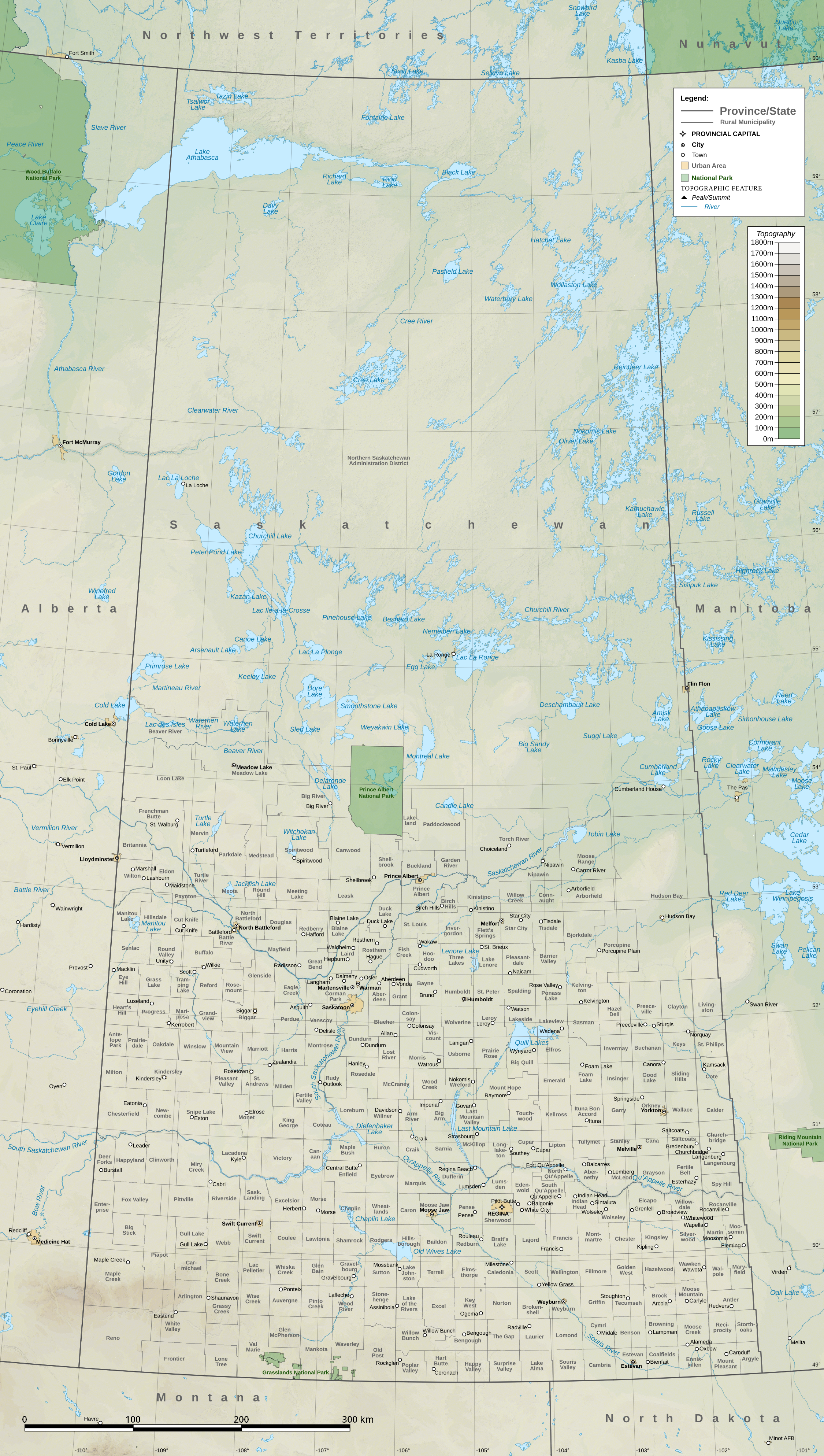
خريطة طبوغرافية لساسكاتشوان، تُظهر المدن والبلدات وحدود البلديات الريفية والمعالم الطبيعية.

ساسكاتشوان هي المقاطعة الوحيدة التي ليس لها حدود طبيعية. نظرًا لأن حدودها تتبع إلى حد كبير الإحداثيات الجغرافية لخطوط الطول والعرض، فإن المقاطعة عبارة عن رباعي الأضلاع تقريبًا أو شكل من أربعة جوانب. ومع ذلك، فإن الحد الموازي 49 والحد الشمالي 60 يبدو منحنيًا على كرات أرضية والعديد من الخرائط. بالإضافة إلى ذلك، فإن الحدود الشرقية للمقاطعة ملتوية جزئيًا بدلاً من اتباع خط الطول، حيث تم وضع خطوط التصحيح من قبل المساحين قبل برنامج المنزل (1880-1928). ساسكاتشوان جزء من المقاطعات الغربية وتحدها من الغرب ألبرتا ومن الشمال الأقاليم الشمالية الغربية ومن الشمال الشرقي نونافوت ومن الشرق مانيتوبا ومن الجنوب ولايات مونتانا والشمال الأمريكية داكوتا. تتميز ساسكاتشوان بكونها المقاطعة الكندية الوحيدة التي لا حدود لها تتوافق مع السمات الجغرافية المادية (أي أنها جميعها متوازيات وخطوط طول). إلى جانب ألبرتا، ساسكاتشوان هي واحدة من مقاطعتين فقط غير ساحليتين.
تقع الغالبية العظمى من سكان ساسكاتشوان في الثلث الجنوبي من المقاطعة، جنوب خط العرض 53. تحتوي ساسكاتشوان على منطقتين طبيعيتين رئيسيتين: الغابة الشمالية في الشمال والمروج في الجنوب. تفصل بينهما منطقة انتقالية لحدائق أسبن بالقرب من نهر شمال ساسكاتشوان على الجانب الغربي من المقاطعة، وبالقرب من نهر ساسكاتشوان إلى الجنوب على الجانب الشرقي. تغطي الغابات الشمالية ساسكاتشوان في الغالب باستثناء بحيرة أثاباسكا ساند ديونز، وهي أكبر كثبان رملية نشطة في العالم شمال 58 درجة، والمتاخمة للشاطئ الجنوبي لبحيرة أثاباسكا. تحتوي منطقة ساسكاتشوان الجنوبية على منطقة أخرى بها كثبان رملية تُعرف باسم «جريت ساند هيلز» تغطي أكثر من 300 كيلومتر مربع (120 ميل2). تلال السرو، الواقعة في الركن الجنوبي الغربي من ساسكاتشوان وكيلدير بادلاندز (حديقة العشب الوطنية)، هي مناطق من المقاطعة لم تتجلد خلال فترة التجلد الأخيرة، التجلد في ويسكونسن.
أعلى نقطة في المقاطعة عند 1,392 متر (4,567 قدم)، يقع في تلال السرو أقل من 2 كيلومتر من حدود المقاطعة مع ألبرتا. أدنى نقطة هي شاطئ بحيرة أثاباسكا، على 213 متر (699 قدم). يوجد بالمقاطعة 14 حوضًا رئيسيًا للصرف تتكون من العديد من الأنهار ومستجمعات المياه التي تصب في المحيط المتجمد الشمالي وخليج هدسون وخليج المكسيك.

### المناخ

أنواع مناخ كوبن في ساسكاتشوان

تتلقى ساسكاتشوان ساعات من أشعة الشمس أكثر من أي مقاطعة كندية أخرى. تقع المقاطعة بعيدًا عن أي مسطح مائي مهم. هذه الحقيقة، جنبًا إلى جنب مع خط العرض الشمالي، تمنحها صيفًا دافئًا، يتوافق مع مناخها القاري الرطب (تصنيف كوبن للمناخ) في الجزء الأوسط ومعظم الأجزاء الشرقية من المقاطعة، وكذلك تلال السرو؛ تجف إلى مناخ السهوب شبه القاحلة (تصنيف كوبن) في الجزء الجنوبي الغربي من المقاطعة. يمكن أن يؤثر الجفاف على المناطق الزراعية خلال فترات طويلة مع قلة هطول الأمطار أو انعدامها على الإطلاق. الأجزاء الشمالية من ساسكاتشوان - من حوالي لا رونج شمالًا - تتمتع بمناخ شبه قطبي (كوبن Dfc) مع فصل صيفي أقصر. يمكن أن يكون الصيف حارًا جدًا، وأحيانًا يزيد عن 38 °م (100 °ف) خلال النهار، ومع انخفاض الرطوبة من الشمال الشرقي إلى الجنوب الغربي. تهب رياح جنوبية دافئة من السهول والمناطق الواقعة بين الجبال في غرب الولايات المتحدة خلال معظم شهري يوليو وأغسطس، وغالبًا ما تحدث كتل هوائية باردة جدًا أو ساخنة ولكن متغيرة خلال الربيع وفي سبتمبر. عادة ما يكون الشتاء قارس البرودة، مع نزول متكرر لهواء القطب الشمالي من الشمال. مع درجات حرارة عالية لا تنكسر −17 °م (1 °ف) لأسابيع في كل مرة. غالبًا ما تهب رياح شينوك الدافئة من الغرب، مما يؤدي إلى فترات من الطقس المعتدل. متوسط هطول الأمطار السنوي 30 إلى 45 سم (12 إلى 18 بوصة) عبر المحافظة، مع سقوط معظم الأمطار في يونيو ويوليو وأغسطس.
| مدينة         | يوليو (درجة مئوية) | يوليو (درجة فهرنهايت) | يناير (درجة مئوية) | يناير (درجة فهرنهايت) |
| ------------- | ------------------ | --------------------- | ------------------ | --------------------- |
| مابل كريك     | 27/11              | 81/52                 | −5 / −16           | 23/4                  |
| استيفان       | 27/13              | 81/55                 | −9 / −20           | 16 / −4               |
| ويبرن         | 26/12              | 79/54                 | −10 / −21          | 14 / −6               |
| موس جو        | 26/12              | 79/54                 | −8 / −19           | 18/2                  |
| ريجينا        | 26/11              | 79/52                 | −10 / −22          | 14/8                  |
| ساسكاتون      | 25/11              | 77/52                 | −12 / −22          | 10 / −8               |
| ملفيل         | 25/11              | 77/52                 | −12 / −23          | 10 / −9               |
| سويفت كورنت   | 25/11              | 77/52                 | −7 / −17           | 19/1                  |
| همبولت        | 24/11              | 75/52                 | −12 / −23          | 10 / −9               |
| ملفورت        | 24/11              | 75/52                 | −14 / −23          | 7/9                   |
| شمال باتلفورد | 24/11              | 75/52                 | −12 / −22          | 10 / −8               |
| يوركتون       | 24/11              | 75/52                 | −13 / −23          | 9 / −9                |
| لويدمينستر    | 23/11              | 73/52                 | −10 / 19           | 14/2                  |
| برينس ألبرت   | 24/11              | 75/52                 | −13 / 25           | 9 / −13               |

ساسكاتشوان هي واحدة من أكثر المدن التي تتعرضُ للإعصارات القمعيّة في كندا، حيث بلغ متوسطها حوالي 12-18 من الأعاصير سنويا، اتسم بعضها بالعنف. في عام 2012، تم الإبلاغ عن 33 إعصارًا في المقاطعة. وقع إعصار ريجينا في يونيو 1912 عندما توفي 28 شخصًا في إعصار F4 فوجيتا. تحدث عواصف رعدية شديدة وغير شديدة في ساسكاتشوان، عادةً من أوائل الربيع إلى أواخر الصيف. البرد والرياح القوية والأعاصير المنعزلة أمر شائع. كانت درجة الحرارة الأكثر سخونة على الإطلاق في ساسكاتشوان عندما ارتفعت درجة الحرارة إلى 45 °م (113 °ف) في ميدالي، أما أبرد تسجيل على الإطلاق في المقاطعة فقد بلغَ −56.7 °م (−70.1 °ف) في الأمير ألبرت، التي تقع شمال ساسكاتون.

#### تغير المناخ
تُلاحظ الآن آثار تغير المناخ في ساسكاتشوان في أجزاء من المقاطعة. هناك دليل على انخفاض الكتلة الحيوية في غابات  (كما هو الحال مع مقاطعات البراري الكندية الأخرى) مرتبط من قبل الباحثين بالإجهاد المائي المرتبط بالجفاف، الناجم عن الاحتباس الحراري، والذي ينتج على الأرجح عن انبعاثات غازات الاحتباس الحراري. في حين أن الدراسات، في وقت مبكر من عام 1988 (ويليامز، وآخرون، 1988) أظهرت أن تغير المناخ سيؤثر على الزراعة، ما إذا كان يمكن تخفيف الآثار من خلال تكيف الأصناف، أو المحاصيل، أقل وضوحًا. قد تنخفض مرونة النظم البيئية مع تغيرات كبيرة في درجات الحرارة. استجابت حكومة المقاطعة لخطر تغير المناخ من خلال تقديم خطة للحد من انبعاثات الكربون، «خطة ساسكاتشوان للطاقة وتغير المناخ»، في يونيو 2007.

## التاريخ

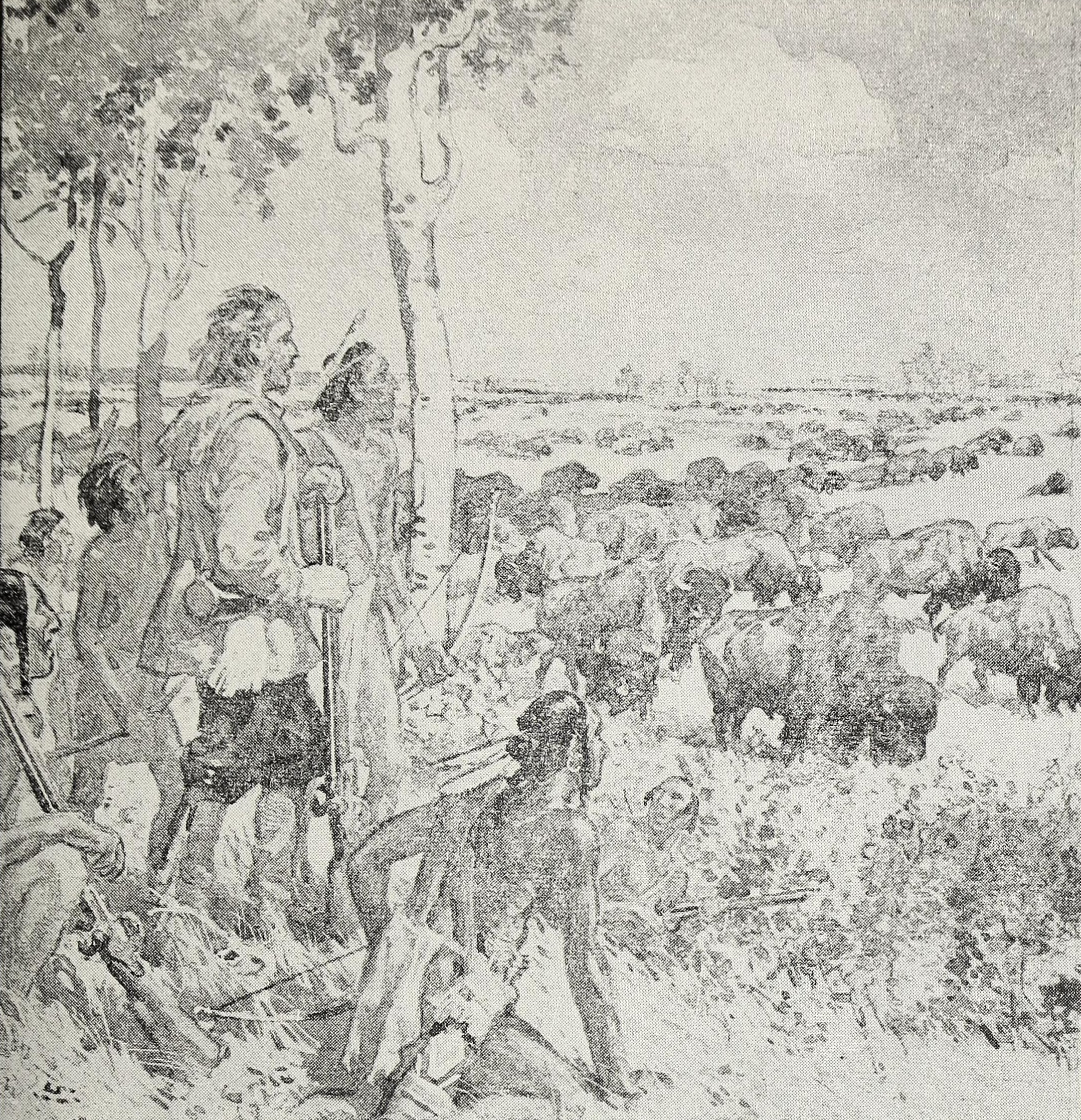
هنري كيلسي يراقب قطيع من البيسون في السهول الغربية. يُعتقد أن كيلسي هو أول أوروبي يزور ساسكاتشوان.

لقد تم ملءُ ساسكاتشوان من قبل مختلف الشعوب الأصلية في أمريكا الشمالية، بما في ذلك أعضاء أتسينا، كري، أسينيبوين (ناخودكا)، لاكوتا وسيوكس. أول أوروبي معروف دخل ساسكاتشوان كان هنري كيلسي في عام 1690، الذي سافر عبر نهر ساسكاتشوان على أمل تجارة الفراء مع الشعوب الأصلية في المنطقة. تم إنشاء حصن لا جونكيير (بالفرنسية: Fort La Jonquière)‏ وفورت دي لا كورن (بالفرنسية: Fort de la Corne)‏ لأول مرة في 1751 و 1753 من قبل المستكشفين والتجار الفرنسيين الأوائل. كانت أول مستوطنة أوروبية دائمة هي شركة خليج هدسون في كمبرلاند هاوس، التي أسسها صموئيل هيرن عام 1774. كان الجزء الجنوبي من المقاطعة جزءًا من لويزيانا الإسبانية من عام 1762 حتى عام 1802.

### القرن التاسع عشر
في عام 1803، نقلت صفقة شراء لويزيانا من فرنسا إلى الولايات المتحدة جزءًا مما يُعرف الآن بألبرتا وساسكاتشوان. في عام 1818، تنازلت الولايات المتحدة عن المنطقة لبريطانيا. كان معظم ما يُعرف الآن بساسكاتشوان جزءًا من أرض روبرت وتسيطر عليه شركة خليج هدسون، التي طالبت بحقوقها في جميع مستجمعات المياه التي تتدفق إلى خليج هدسون، بما في ذلك أنظمة نهر ساسكاتشوان وتشرشل وأسينيبوين وسوريس وكوابيل. في أواخر خمسينيات القرن التاسع عشر وأوائل ستينيات القرن التاسع عشر، استكشفت البعثات العلمية بقيادة جون باليسر وهنري يول هند منطقة البراري في المقاطعة.
في عام 1870، استحوذت كندا على أراضي شركة خليج هدسون وشكلت الأقاليم الشمالية الغربية لإدارة الأراضي الشاسعة بين كولومبيا البريطانية ومانيتوبا. كما أبرم التاج سلسلة من المعاهدات المرقمة مع الشعوب الأصلية في المنطقة، والتي تشكل أساس العلاقة بين الأمم الأولى، كما يطلق عليها اليوم، والتاج. منذ أواخر القرن العشرين، خضعت الخسائر في الأراضي والظلم نتيجة لتلك المعاهدات للتفاوض من أجل التسوية بين الأمم الأولى في ساسكاتشوان والحكومة الفيدرالية، بالتعاون مع حكومات المقاطعات.
أسس الناجون والأحفاد محمية وود ماونتن (بالإنجليزية: Wood Mountain Reserve)‏ في عام 1914. أقامت شرطة الخيالة الشمالية الغربية عدة نقاط وقلاع عبر ساسكاتشوان، بما في ذلك فورت والش في تلال السرو، ومحمية وود ماونتن في جنوب وسط ساسكاتشوان بالقرب من حدود الولايات المتحدة.

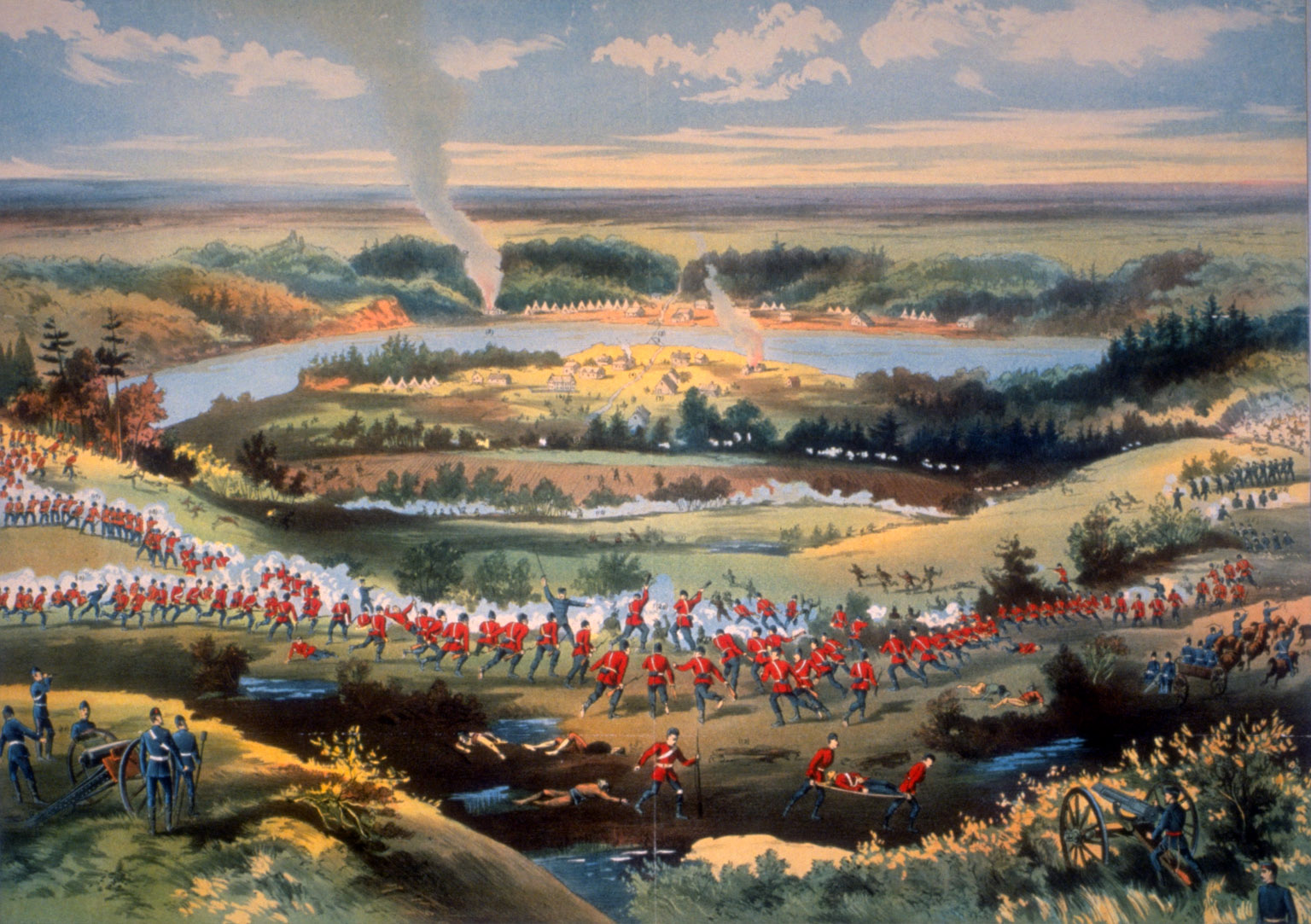
كانت معركة باتوش معركة أثناء تمرد الشمال الغربي.

انتقل العديد من شعب ميتي، الذين لم يوقعوا على معاهدة، إلى مستوطنة ساوثبرانش وبرينس ألبرت شمال ساسكاتون الحالية بعد تمرد النهر الأحمر في مانيتوبا في عام 1870. في أوائل ثمانينيات القرن التاسع عشر، رفضت الحكومة الكندية سماع شكاوى الملونيين، والتي نشأت عن قضايا استخدام الأراضي. أخيرًا، في عام 1885، نظم الميتيون بقيادة لويس رييل تمردًا بين الشمال الغربي وأعلنوا حكومة مؤقتة. تم هزيمتهم من قبل الميليشيات الكندية التي جلبتها سكة حديد المحيط الهادئ الكندية الجديدة إلى البراري الكندية. تم شنق رييل، الذي استسلم وأدين بالخيانة في قاعة محكمة ريجينا المزدحمة، في 16 نوفمبر 1885. منذ ذلك الحين، اعترفت الحكومة بالميتيس باعتبارهم من السكان الأصليين يتمتعون بحقوق الوضع القانوني وقدمت لهم مزايا مختلفة.

#### المستوطنات الأوروبية
شجعت السياسة الوطنية التي وضعتها الحكومة الفيدرالية والسكك الحديدية الكندية في المحيط الهادئ وشركة هدسون باي وشركات الأراضي المرتبطة بها الهجرة. سمح قانون أراضي دومينيون لعام 1872 للمستوطنين بالحصول على ربع ميل مربع من الأرض لمنزلهم وعرض ربعًا إضافيًا عند إنشاء منزل. في عام 1874، بدأت شرطة الخيالة الشمالية الغربية بتقديم خدمات الشرطة. في عام 1876، نص قانون الأقاليم الشمالية الغربية على تعيين أوتاوا لنائب حاكم ومجلس لمساعدته.
عززت الحملات الإعلانية شديدة التفاؤل فوائد العيش في البراري. قرأ المهاجرون المحتملون المنشورات التي وصفت كندا بأنها مكان مناسب للعيش وقللت من أهمية الحاجة إلى الخبرة الزراعية. أشارت الإعلانات في مزارع الشمال الغربي (بالإنجليزية: The Nor-West Farmer)‏ من قبل مفوض الهجرة إلى أن الأرض الغربية كانت تنعم بالمياه والخشب والذهب والفضة والحديد والنحاس والفحم الرخيص للوقود، وكلها في متناول اليد. كان الواقع أقسى بكثير، خاصة بالنسبة للوافدين الأوائل الذين عاشوا في منازل محتشمة. ومع ذلك تدفقت الأموال الشرقية وبحلول عام 1913، وصلت قروض الرهن العقاري طويلة الأجل لمزارعي ساسكاتشوان إلى 65 مليون دولار. تتألف المجموعات المهيمنة من المستوطنين البريطانيين من شرق كندا وبريطانيا، والذين شكلوا حوالي نصف السكان خلال أواخر القرن التاسع عشر وأوائل القرن العشرين. لقد لعبوا الدور الرائد في إنشاء المؤسسات الأساسية لمجتمع السهول والاقتصاد والحكومة.

### القرن العشرين
تم تحديد أدوار الجنسين بشكل حاد. كان الرجال هم المسؤولون الأساسيون عن تحطيم الأرض؛ زراعة وحصاد؛ بناء المنزل شراء وتشغيل وإصلاح الآلات؛ والتعامل مع الشؤون المالية. في البداية، كان هناك العديد من الرجال غير المتزوجين في البراري، أو الأزواج الذين كانت زوجاتهم لا تزال في الشرق، لكنهم واجهوا أوقاتًا عصيبة. أدركوا الحاجة إلى زوجة. في عام 1901، كان هناك 19200 أسرة، ولكن هذا ارتفع إلى 150300 أسرة بعد 15 عامًا فقط. لعبت الزوجات دورًا مركزيًا في تسوية منطقة البراري. أثبت عملهم ومهاراتهم وقدرتهم على التكيف مع البيئة القاسية أنها حاسمة في مواجهة التحديات. قاموا بإعداد البانوك والفاصوليا ولحم الخنزير المقدد، وإصلاح الملابس، وتربية الأطفال، والتنظيف، والعناية بالحديقة، والمساعدة في وقت الحصاد، والعودة إلى صحة الجميع. في حين أن المواقف الأبوية والتشريعات والمبادئ الاقتصادية السائدة حجبت مساهمات المرأة، فإن المرونة التي أظهرتها المرأة الزراعية في أداء العمل المنتج وغير المنتج كانت حاسمة لبقاء المزارع العائلية، وبالتالي لنجاح اقتصاد القمح.

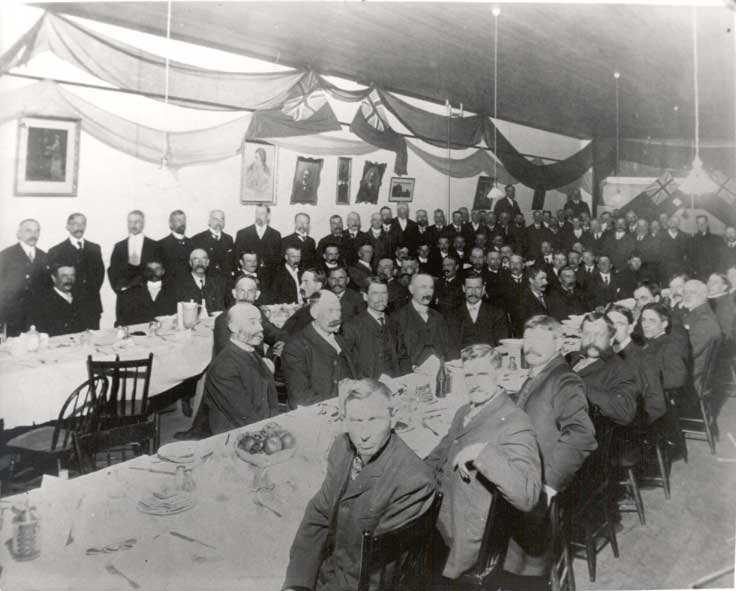
مأدبة تقام لإحياء ذكرى إنشاء ساسكاتشوان، 1905

في 1 سبتمبر 1905، أصبحت ساسكاتشوان مقاطعة، وعُقد يوم التنصيب في 4 سبتمبر. أعلن قادتها السياسيون في ذلك الوقت أن مصيرها هو أن تصبح أقوى مقاطعة في كندا. شرعت ساسكاتشوان في برنامج طموح لبناء مقاطعة على أساس الثقافة الأنجلو-كندية وإنتاج القمح لسوق التصدير. تضاعف عدد السكان خمس مرات من 91.000 في عام 1901 إلى 492.000 في عام 1911، وذلك بفضل الهجرة الكثيفة للمزارعين من أوكرانيا والولايات المتحدة وألمانيا والدول الاسكندنافية. بُذلت جهود لاستيعاب القادمين الجدد في الثقافة والقيم البريطانية الكندية.
في انتخابات المقاطعات عام 1905، فاز الليبراليون بـ 16 مقعدًا من 25 مقعدًا في ساسكاتشوان. اشترت حكومة ساسكاتشوان شركة بيل للهواتف في عام 1909، حيث امتلكت الحكومة خطوط المسافات الطويلة وتركت الخدمة المحلية للشركات الصغيرة المنظمة على مستوى البلديات. فضل رئيس الوزراء والتر سكوت المساعدة الحكومية على الملكية الكاملة لأنه يعتقد أن الشركات تعمل بشكل أفضل إذا كان للمواطنين حصة في إدارتها؛ أسس شركة مصاعد ساسكاتشوان التعاونية في عام 1911. على الرغم من ضغوط المجموعات الزراعية من أجل المشاركة الحكومية المباشرة في أعمال مناولة الحبوب، اختارت حكومة سكوت إقراض المال لشركة مصاعد مملوكة للمزارعين. قدمت ساسكاتشوان في عام 1909 ضمانات سندات لشركات السكك الحديدية لبناء خطوط فرعية، مما خفف من مخاوف المزارعين الذين واجهوا صعوبة في نقل قمحهم إلى السوق بالعربات. كانت جمعية ساسكاتشوان لمزارعي الحبوب القوة السياسية المهيمنة في المقاطعة حتى عشرينيات القرن الماضي. كان لديه علاقات وثيقة مع الحزب الليبرالي الحاكم. في عام 1913، تم إنشاء جمعية ساسكاتشوان لمزارعي الأسهم بهدف ثلاثة: مراقبة التشريعات؛ توجيه مصالح مزارعي الماشية بكل الطرق المشرفة والشرعية؛ واقتراح تشريعات على البرلمان لتلبية الشروط والمتطلبات المتغيرة.

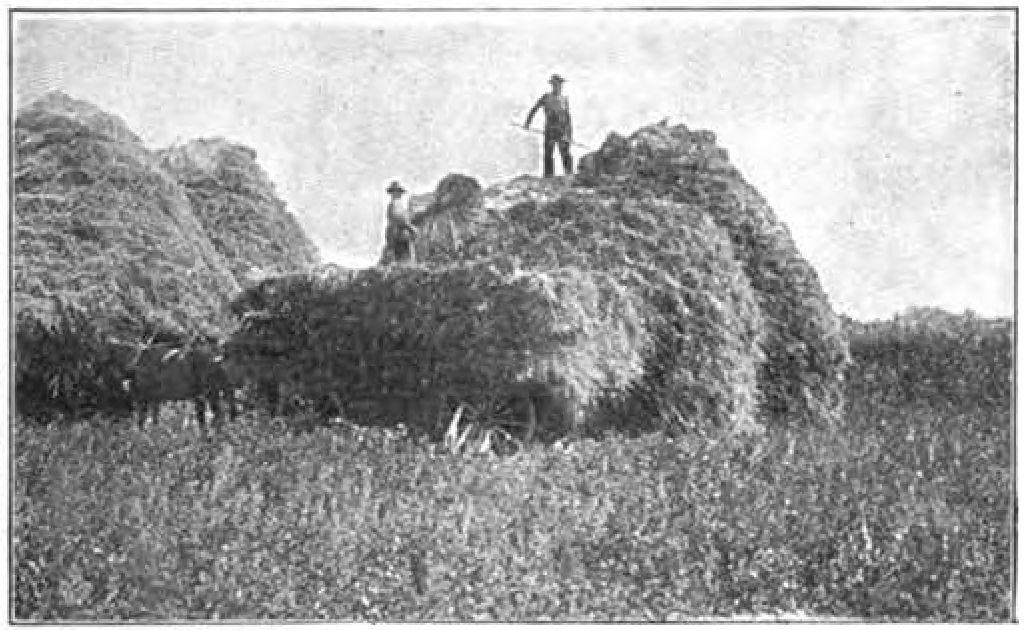
مزارعون يعملون في عام 1907. أدى إدخال قمح ماركيز إلى ارتفاع إنتاج القمح في المقاطعة.

بلغت الهجرة ذروتها في عام 1910، وعلى الرغم من الصعوبات الأولية للحياة الحدودية - المسافة من المدن، والمنازل المأخوذة، والعمل الشاق - أسس المستوطنون الجدد أسلوبًا أوروبيًا كنديًا للمجتمع الزراعي المزدهر. اعتمد ازدهار المقاطعة على المدى الطويل على السعر العالمي للحبوب، والذي اتجه صعودًا باطراد من ثمانينيات القرن التاسع عشر إلى عام 1920، ثم انخفض بعد ذلك. زاد إنتاج القمح بسبب السلالات الجديدة، مثل سلالة «قمح ماركيز» التي نضجت قبل 8 أيام وأنتجت 7 بوشل إضافية لكل فدان (0.72 م 3 / هكتار) عن المعيار السابق «ريد فايف». ارتفع الناتج القومي للقمح من 8 مليون بوشل إمبراطوري (290,000 م3) في عام 1896، إلى 26 مليون بوشل إمبراطوري (950,000 م3) في عام 1901، ووصل إلى 151 مليون بوشل إمبراطوري (5,500,000 م3) بحلول عام 1921.
استندت حركات الإصلاح الحضري في ريجينا إلى دعم من رجال الأعمال والمجموعات المهنية. تم دعم تخطيط المدن، وإصلاح الحكومة المحلية، وملكية البلدية للمرافق على نطاق واسع من قبل هاتين المجموعتين، غالبًا من خلال منظمات مثل مجلس التجارة. دعمت المنظمات المرتبطة بالكنيسة وغيرها من المنظمات الإيثارية بشكل عام إصلاحات الرعاية الاجتماعية والإسكان، كانت هذه المجموعات عمومًا أقل نجاحًا في تفعيل الإصلاحات الخاصة بها.
استجابت المقاطعة للحرب العالمية الأولى في عام 1914 بحماس وطني وتمتعت بالازدهار الاقتصادي الناتج عن المزارع والمدن على حد سواء. ظهر الدعم العاطفي والفكري للحرب من سياسات الهوية الوطنية الكندية، والأسطورة الريفية، والتقدمية في الإنجيل الاجتماعي. كانت كنيسة إنجلترا داعمة بشكل خاص. ومع ذلك، كان هناك عداء قوي تجاه المزارعين الألمان الكنديين. كان المهاجرون الأوكرانيون الجدد أجانب أعداء بسبب جنسيتهم في الإمبراطورية النمساوية المجرية. تم نقل جزء صغير إلى معسكرات الاعتقال. وكان معظم المعتقلين من العمال العاطلين عن العمل غير المهرة الذين سُجنوا «لأنهم كانوا معدمين، وليس لأنهم كانوا غير موالين».

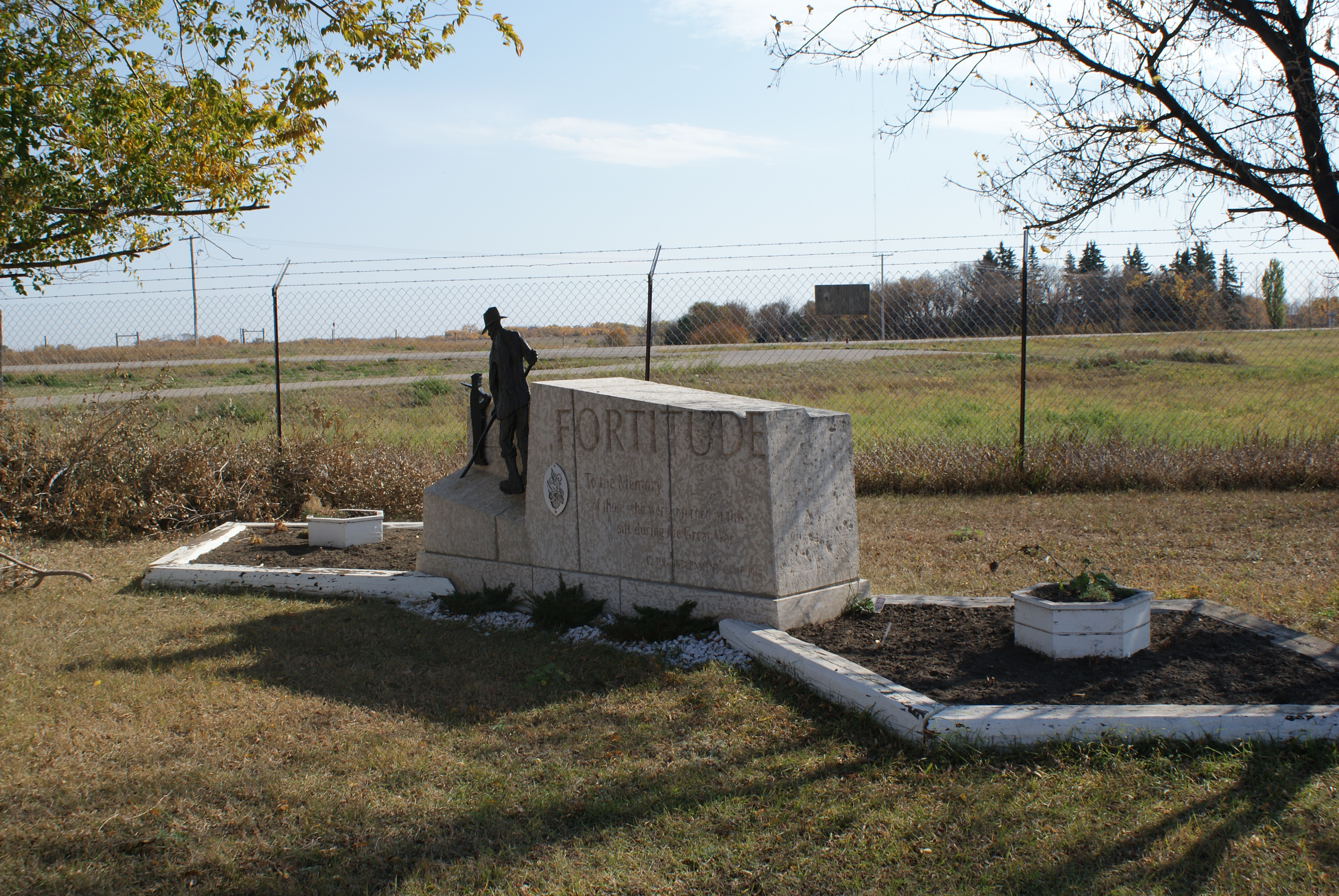
حجر تذكاري للكنديين الأوكرانيين تم دفنه خلال الحرب العالمية الأولى في متحف سكة حديد ساسكاتشوان

تضاعف سعر القمح ثلاث مرات وتضاعفت مساحة البذرة. أدت روح التضحية في زمن الحرب إلى تكثيف حركات الإصلاح الاجتماعي التي سبقت الحرب وأتت الآن تؤتي ثمارها. أعطت ساسكاتشوان النساء حق التصويت في عام 1916 وفي نهاية عام 1916 مررت استفتاء لحظر بيع الكحول. في أواخر العشرينيات من القرن الماضي، اكتسبت قبيلة كو كلوكس كلان، المستوردة من الولايات المتحدة وأونتاريو، شعبية قصيرة في الأوساط القومية في ساسكاتشوان وألبرتا. تحالف كلان لفترة وجيزة مع حزب المحافظين الإقليمي بسبب كرههم المتبادل لرئيس الوزراء جيمس ج. وقد تراجعت واختفت، خاضعة لمعارضة سياسية وإعلامية واسعة النطاق، بالإضافة إلى فضائح داخلية تتعلق باستخدام أموال المنظمة.

#### ما بعد الحرب العالمية الثانية
في عام 1970، أقيم أول اجتماع سنوي كندي غربي في ريجينا. تم تصنيف هذا المعرض التجاري لصناعة المزارع، مع تركيزه القوي على الثروة الحيوانية، كواحد من أفضل خمسة عروض للماشية في أمريكا الشمالية، إلى جانب تلك الموجودة في هيوستن ودنفر ولويزفيل وتورنتو.

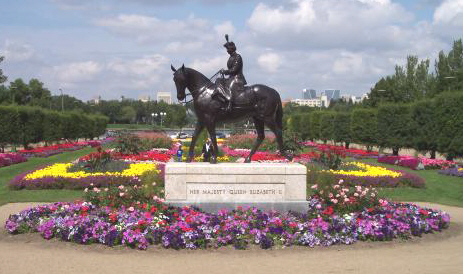
تمثال للفروسية لإليزابيث الثانية في ريجينا. تم الكشف عن التمثال من قبل الملكة في عام 2005.

احتفلت المقاطعة بالذكرى الخامسة والسبعين لتأسيسها في عام 1980، حيث ترأست الأميرة مارغريت، كونتيسة سنودون، الاحتفالات الرسمية. في عام 2005، بعد 25 عامًا ، حضرت شقيقتها الملكة إليزابيث الثانية الأحداث التي أقيمت للاحتفال بالذكرى المئوية لساسكاتشوان.

منذ أواخر القرن العشرين، أصبحت الأمم الأولى أكثر نشاطًا سياسيًا في السعي لتحقيق العدالة لأوجه عدم المساواة السابقة، خاصة فيما يتعلق بالاستيلاء على أراضي السكان الأصليين من قبل الحكومات المختلفة. تفاوضت الحكومة الفيدرالية وحكومات المقاطعات حول العديد من مطالبات الأراضي، وطوّرت برنامج «اتفاقية استحقاق الأراضي»، مما مكّن الأمم الأولى من شراء الأراضي التي ستؤخذ إلى الاحتياطيات بأموال من تسويات المطالبات.
«في عام 1992، وقعت الحكومة الفيدرالية وحكومات المقاطعات اتفاقية تاريخية للمطالبة بالأرض مع الأمم الأولى في ساسكاتشوان. بموجب الاتفاقية، تلقت الأمم الأولى المال لشراء الأراضي في السوق المفتوحة. ونتيجة لذلك، تم تحويل حوالي 761000 فدان إلى أراضي احتياطي، ويواصل العديد من الأمم الأولى استثمار دولارات المستوطنات في المناطق الحضرية»، بما في ذلك ساسكاتون. لقد مكنت الأموال المتأتية من هذه المستوطنات الأمم الأولى من الاستثمار في الأعمال التجارية والبنية التحتية الاقتصادية الأخرى.
في يونيو 2021، تم العثور على مقبرة تحتوي على رفات 751 شخصًا مجهول الهوية في مدرسة ماريفال الهنديّة السكنية السابقة، وهي جزء من نظام المدارس السكنية الهندية الكندية، وهي الأكثر العثور عليها في كندا حتى الآن.

## التركيبة السكانية
وفقًا لتعداد كندا 2011، فإن أكبر مجموعة عرقية في ساسكاتشوان هي الألمانية (28.6٪)، تليها الإنجليزية (24.9٪)، الاسكتلندية (18.9٪)، الكندية (18.8٪)، الأيرلندية (15.5٪)، الأوكرانية (13.5٪))، الفرنسية (فرانساسكوا) (12.2٪)، الأمم الأولى (12.1٪)، النرويجية (6.9٪)، والبولندية (5.8٪).

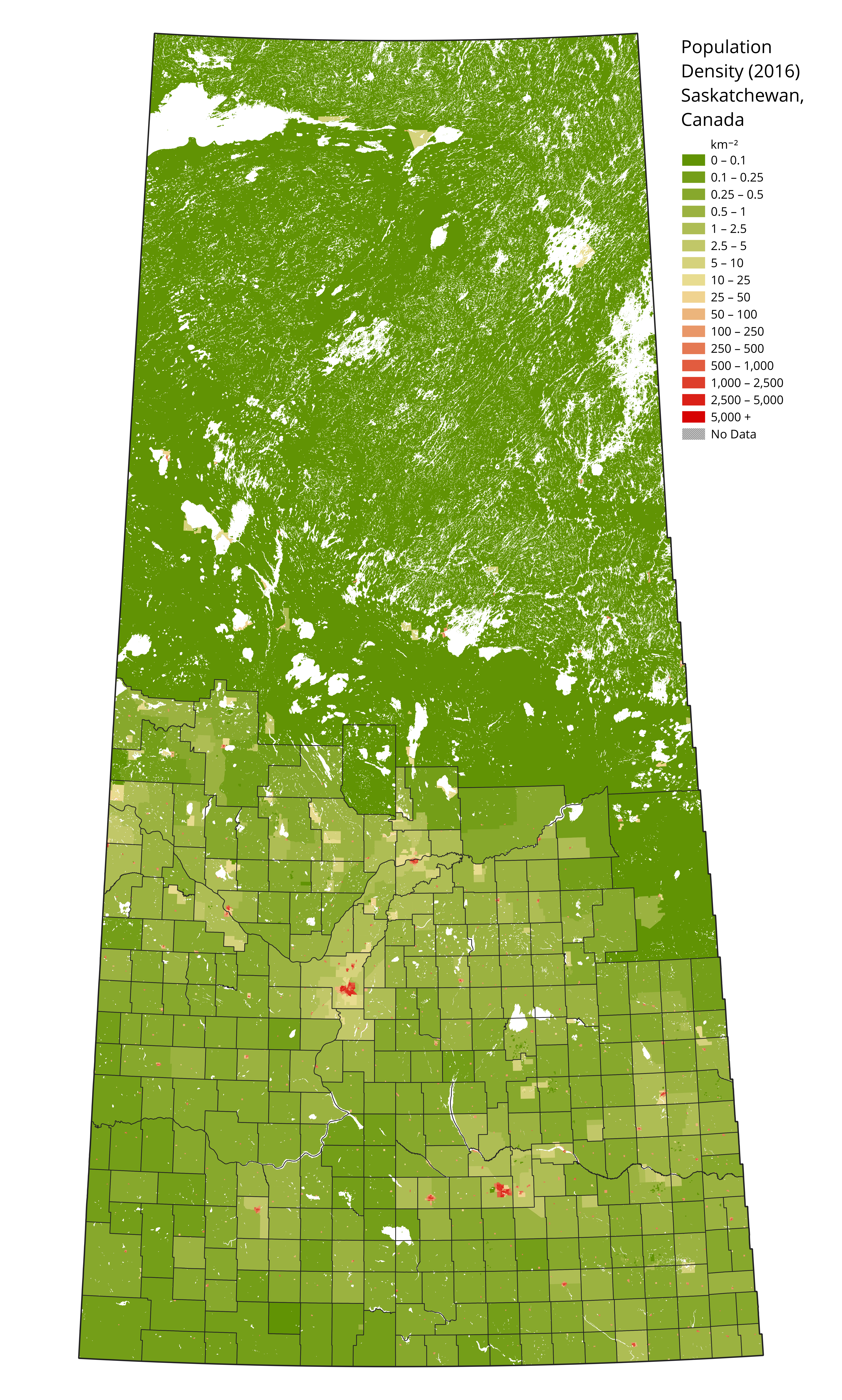
الكثافة السكانية في ساسكاتشوان

## الاقتصاد

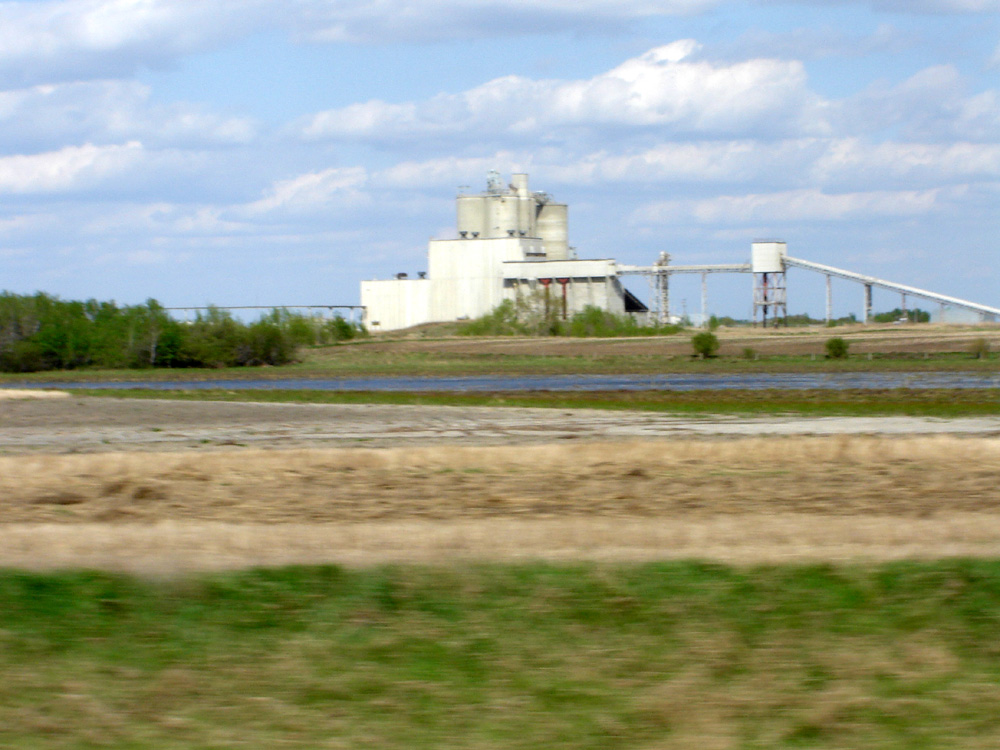
منجم البوتاشكورب في بحيرة بيشنس. المقاطعة هي أكبر مصدر للبوتاس في العالم.

## الرعاية الصحية

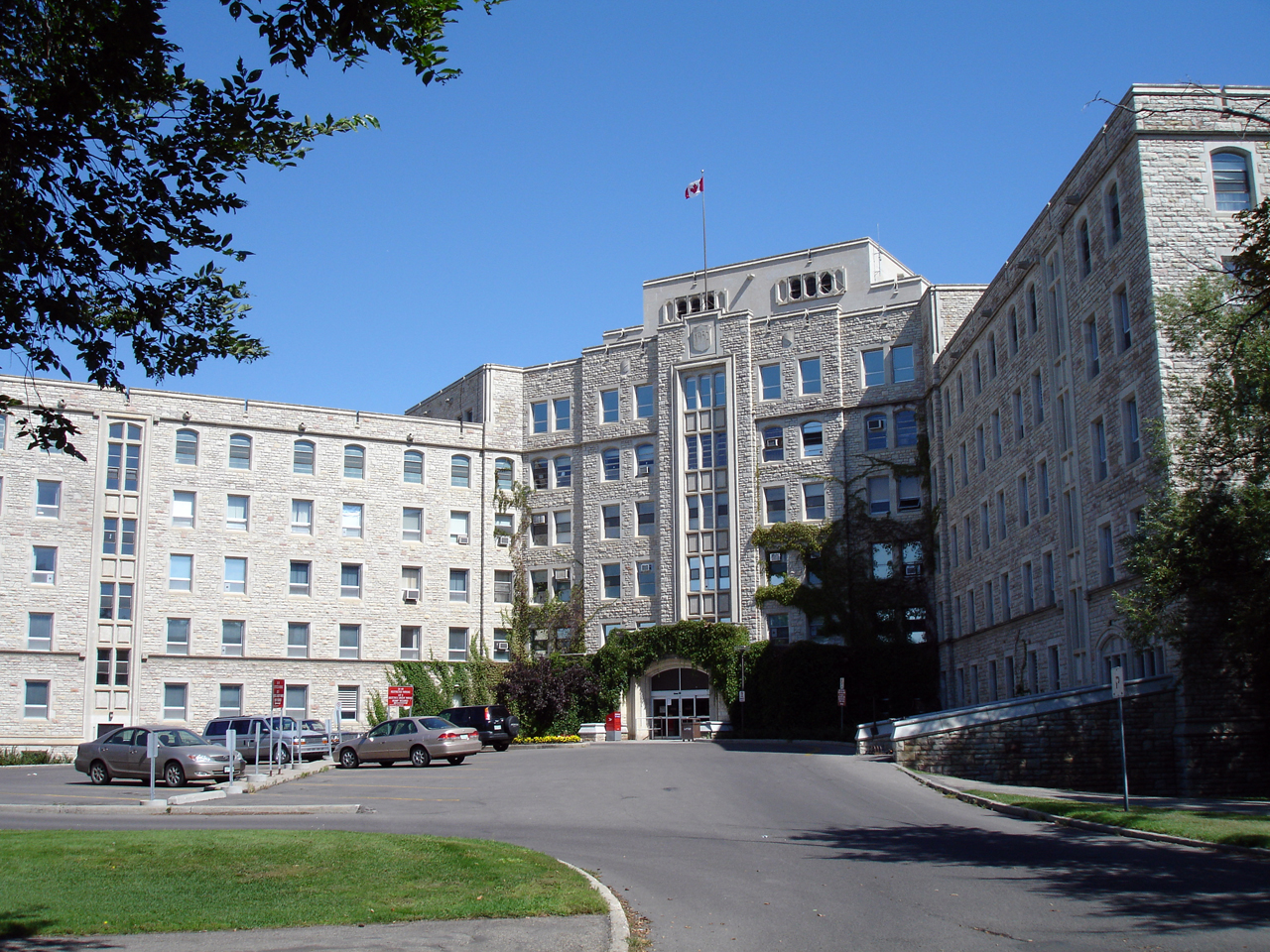
مستشفى الجامعة الملكية هو واحد من عدة مستشفيات تعمل في ساسكاتشوان.

## الحكومة والسياسة

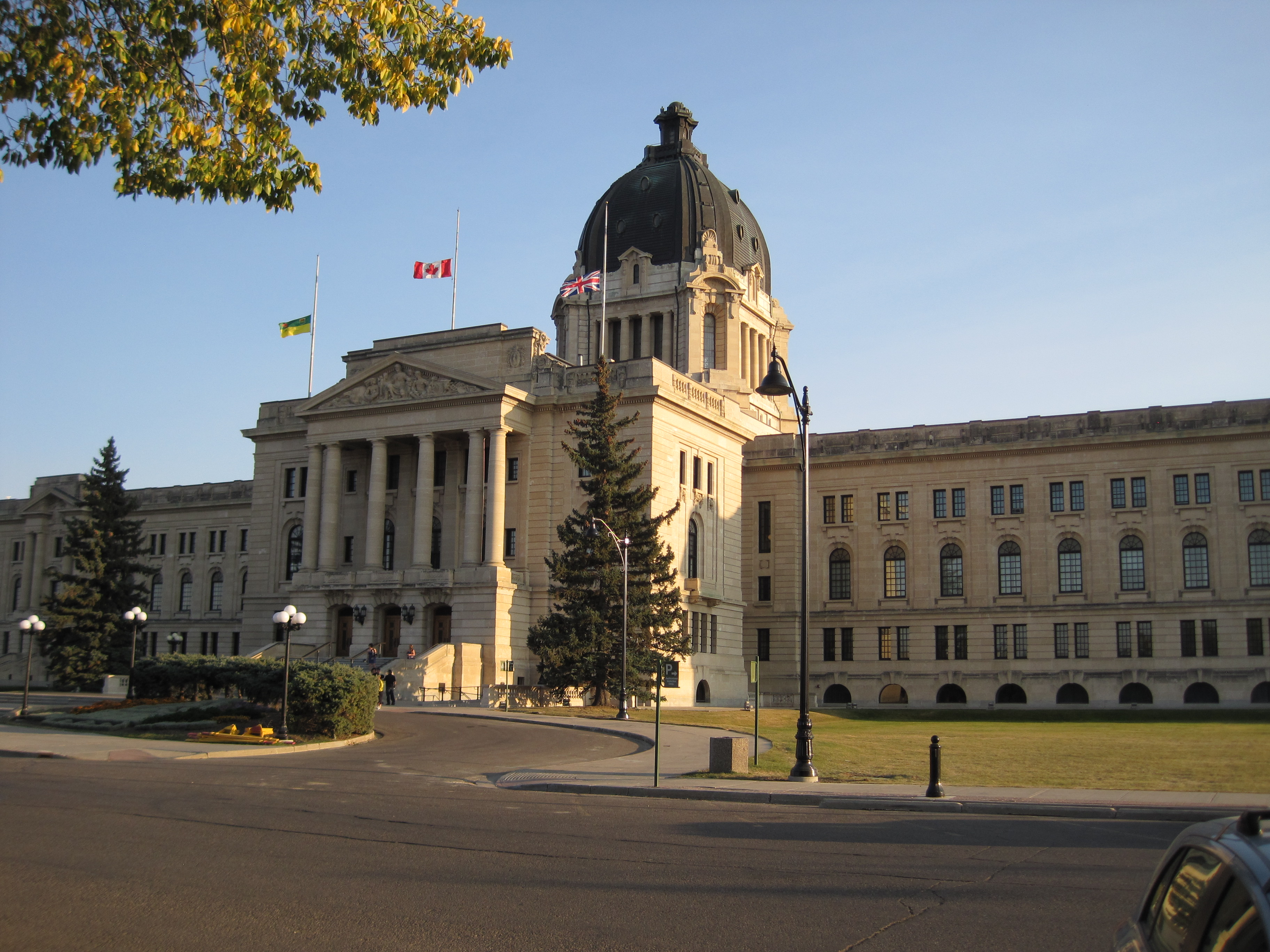
يعمل المبنى التشريعي لساسكاتشوان كمكان اجتماع للجمعية التشريعية في المقاطعة.

### التقسيمات الإدارية

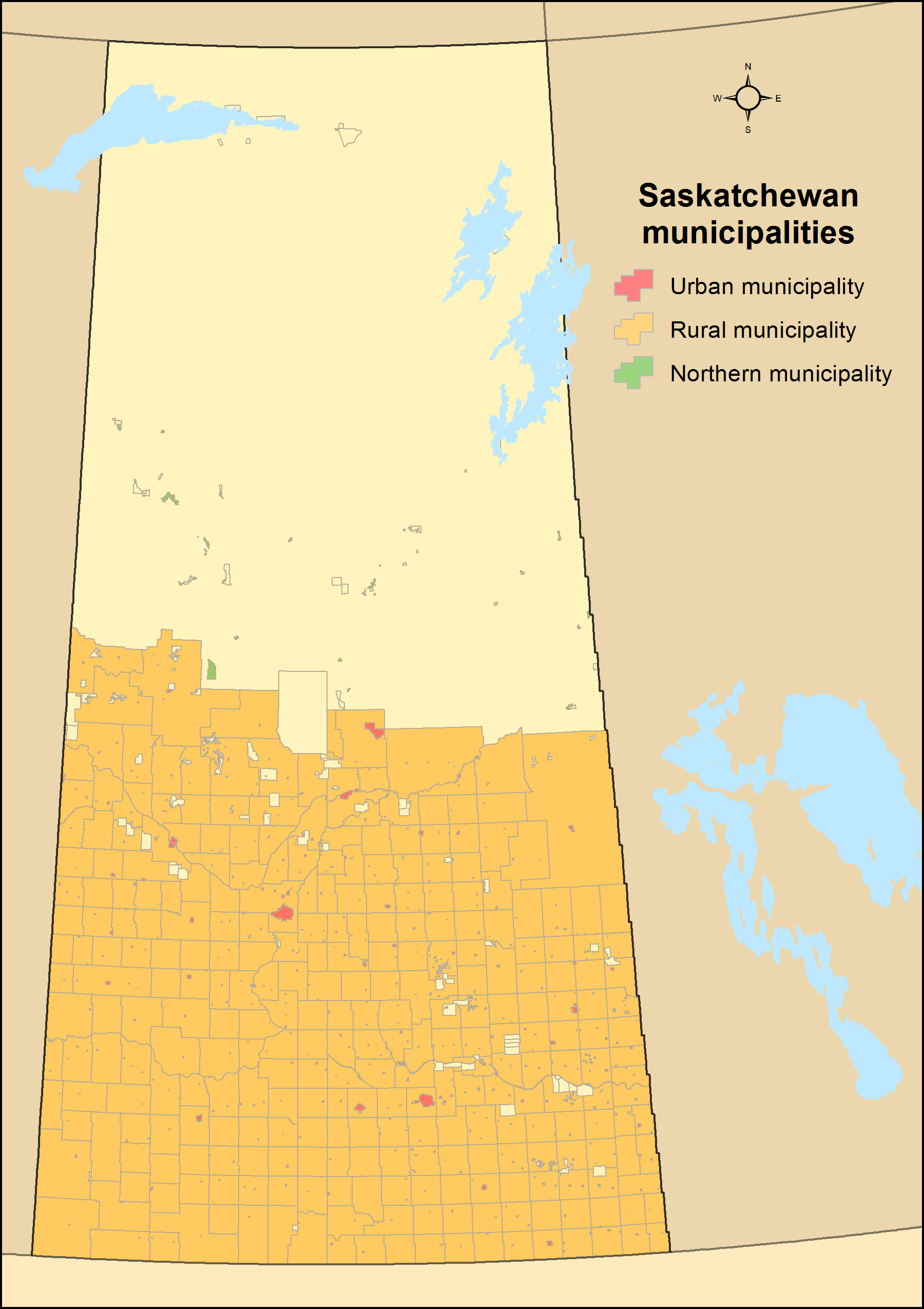
توزيع 466 منطقة حضرية في ساسكاتشوان و296 بلدية و24 بلدية شمالية (2013)

## وسائل النقل

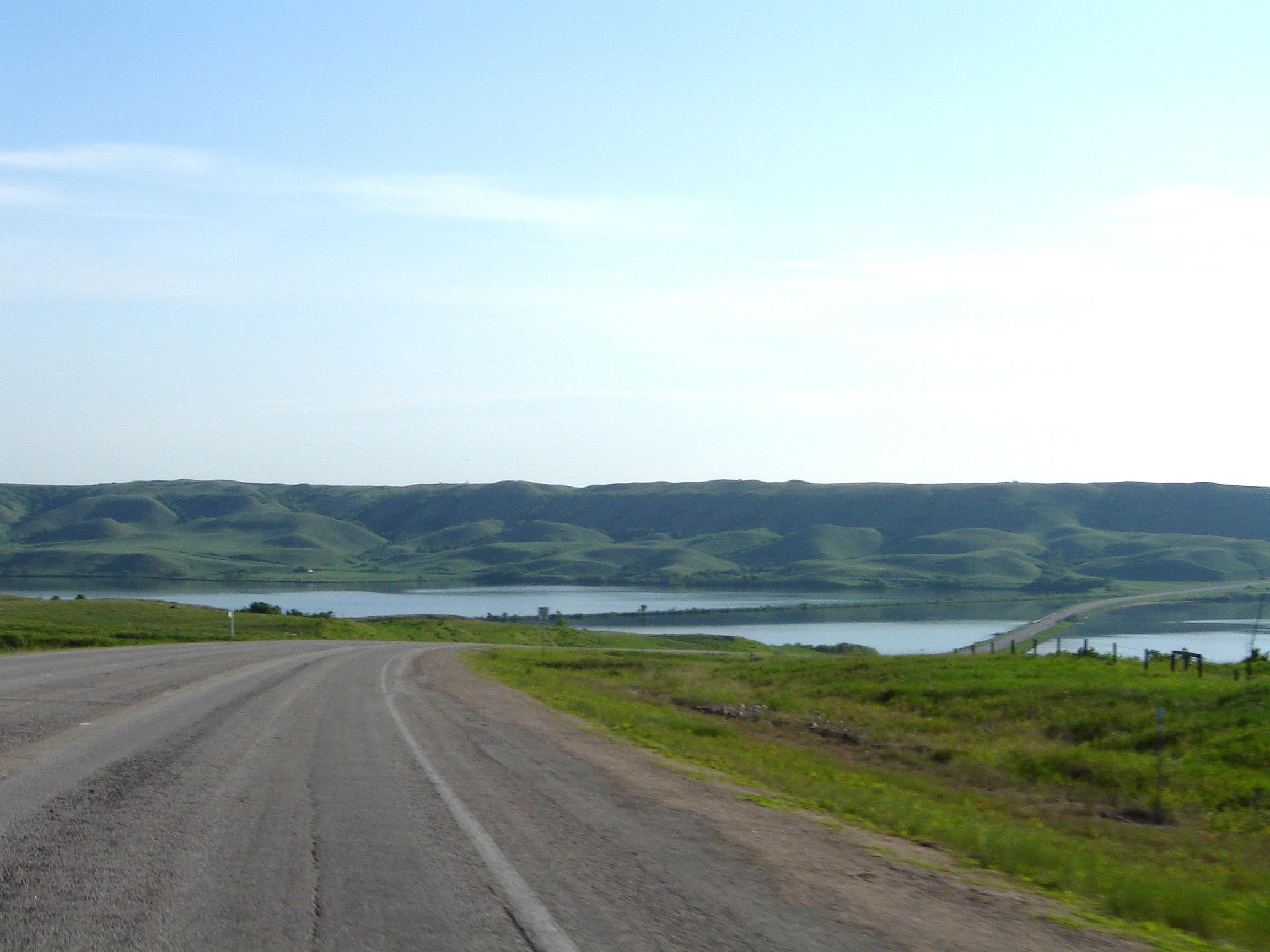
طريق كانام السريع بالقرب من بحيرة بافالو باوند

## الحضارة

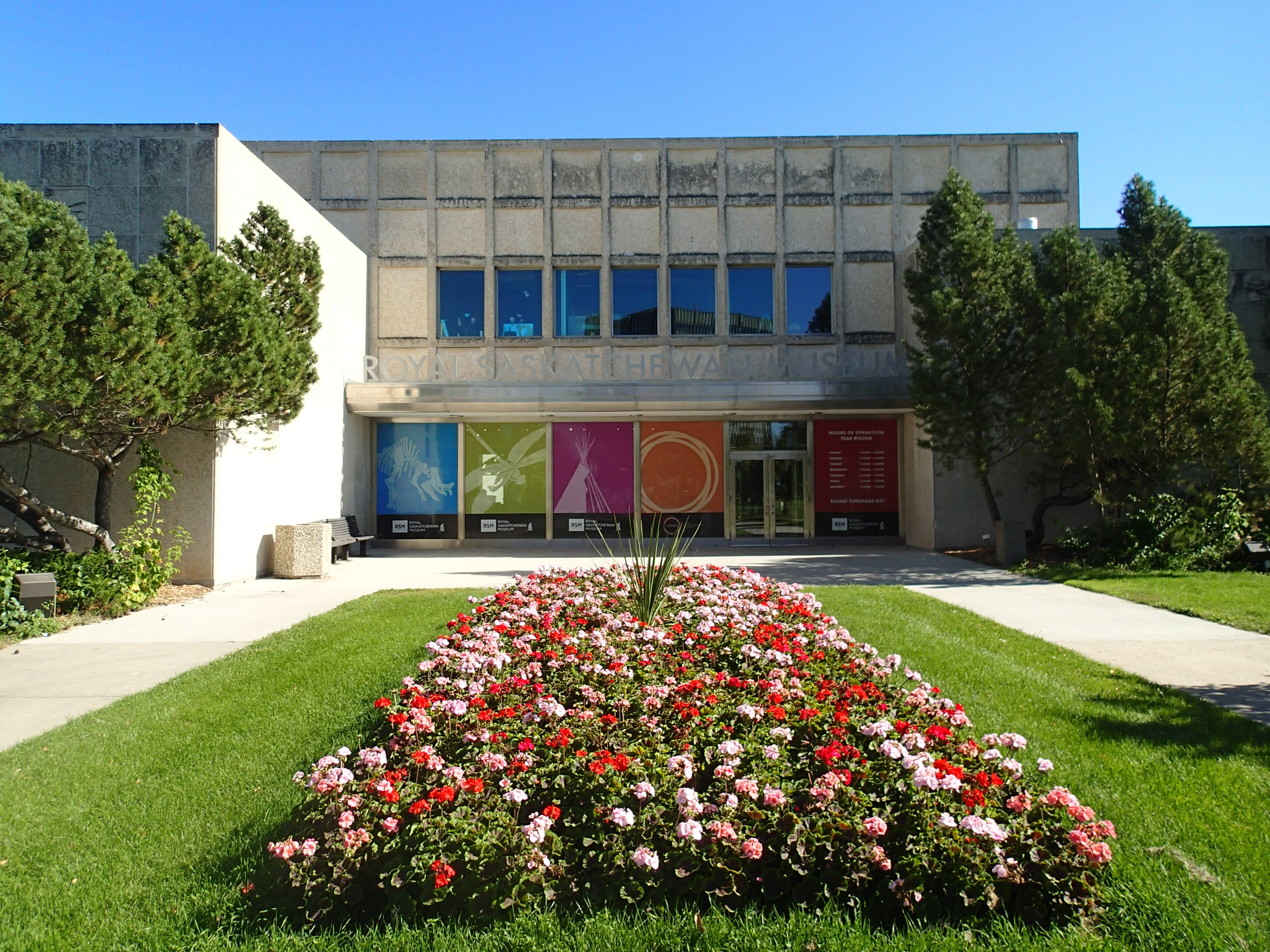
متحف ساسكاتشوان الملكي هو متحف للتاريخ الطبيعي مقره في ساسكاتشوان.

## الرياضات

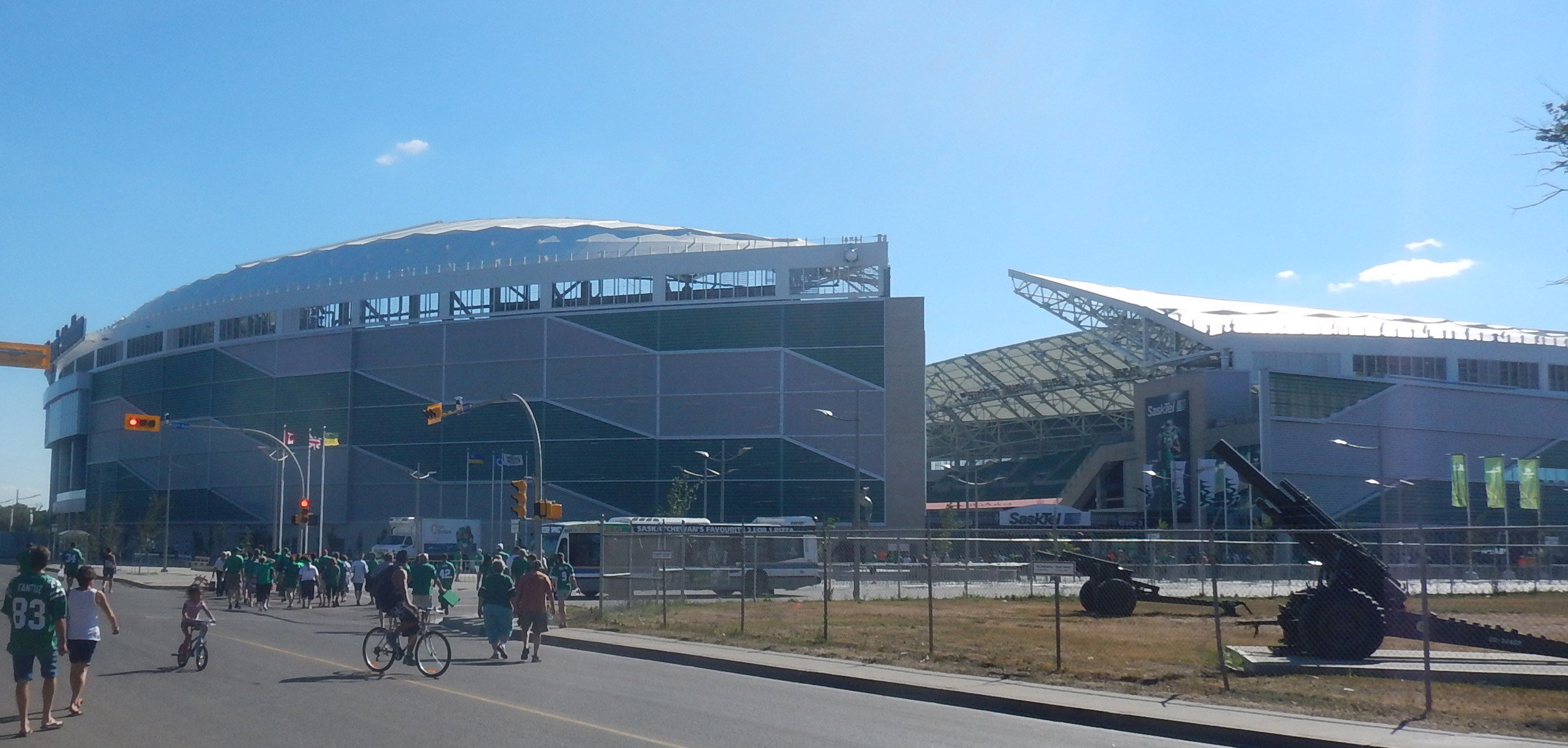
ملعب موازيك هو الملعب الرئيسي لفريق ساسكاتشوان رافريدرز، وهو فريق كرة قدم كندي محترف.

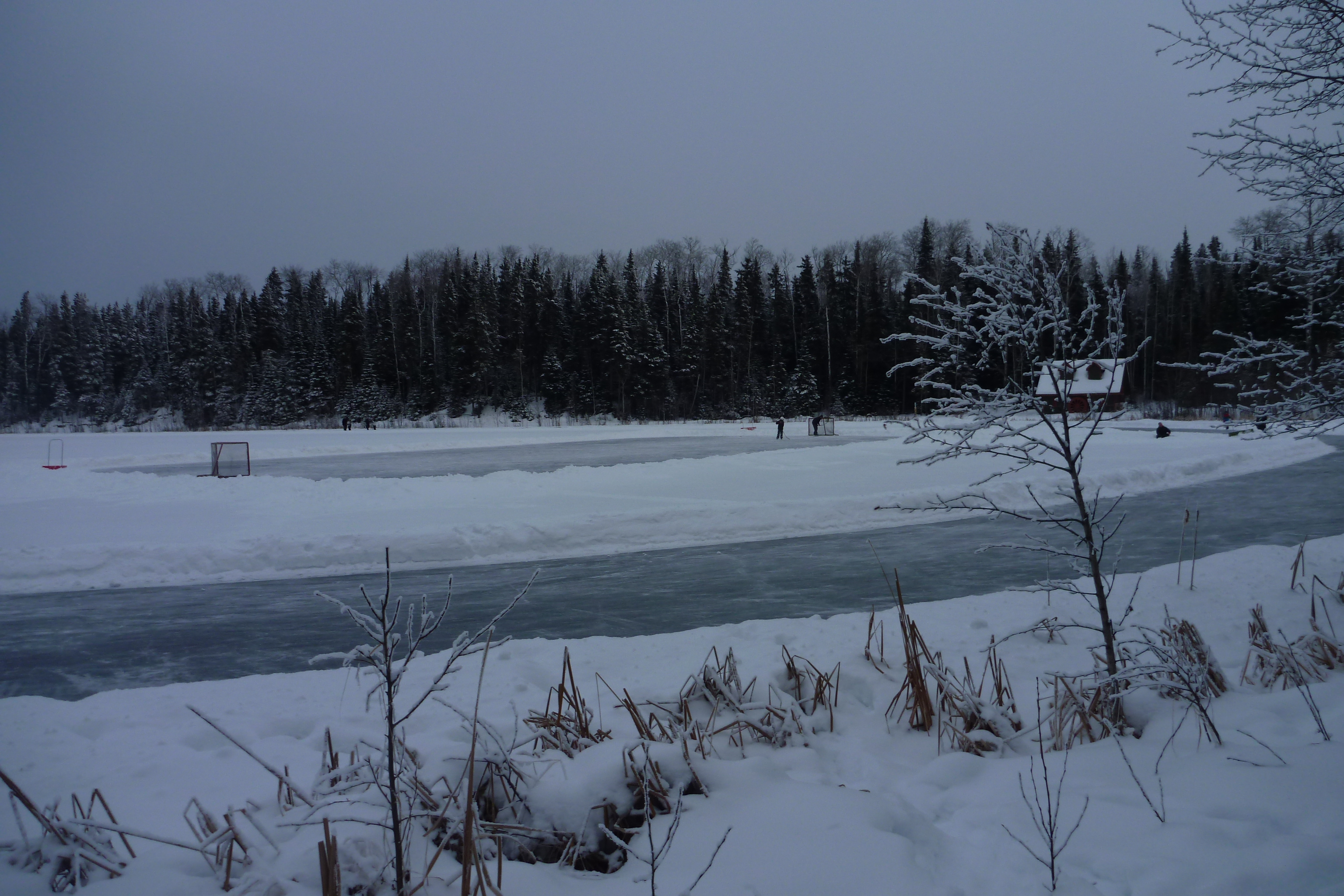
تم إنشاء حلبة هوكي على بحيرة إيما

## العلَم

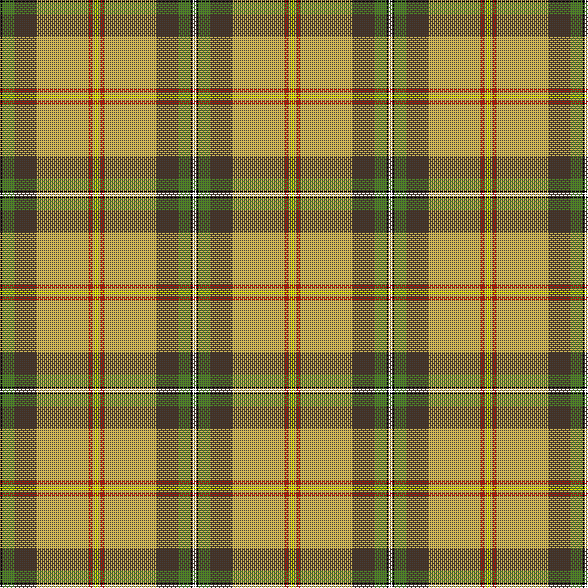
الترتان الرسمي لساسكاتشوان، تم إنشاؤه عام 1961